# Trichoderma fasciculatum
Trichoderma fasciculatum är en svampart som beskrevs av Bissett 1992. Trichoderma fasciculatum ingår i släktet Trichoderma,  och familjen Hypocreaceae.   Inga underarter finns listade.